# Tatort: Narben
Narben ist ein Fernsehfilm aus der Krimireihe Tatort. Der vom WDR unter der Regie von Torsten C. Fischer produzierte Beitrag wurde am 1. Mai 2016 im Ersten ausgestrahlt. In dieser 985. Tatortfolge ermitteln die Kölner Kommissare Ballauf und Schenk ihren 66. Fall.

## Handlung
Der aus dem Kongo stammende Arzt Dr. Patrick Wangila wurde erstochen, als er nachts die Klinik verließ, in der er arbeitete. Die Indizien deuten auf eine Beziehungstat. Daher haben Ballauf und Schenk zunächst die Witwe Vivien Wangila ins Visier der Ermittlungen genommen. Doch auch der Bruder des Opfers, Théo Wangila, benimmt sich etwas auffällig. Nach und nach tauchen neue Spuren und auch sehr viele Ungereimtheiten auf. Der Tod einer kongolesischen Asylbewerberin einige Tage zuvor, der Ballauf und Schenk zunächst nur am Rande interessiert, rückt den Fall mehr und mehr in ein ganz anderes Licht. Als sie sich die Frau in der Gerichtsmedizin noch einmal ansehen, stellt Dr. Roth Narben von massiven Misshandlungen fest. Sogar ein Baby muss ihr aus dem Bauch geschnitten worden sein. Frau Dr. Schmuck kann den Kommissaren etwas mehr zur Vergangenheit der Frau sagen, denn sie ist in einer Gruppe aktiv, die Kriegs-Flüchtlinge nach Deutschland holt und betreut. Beim Tod der Kongolesin war Dr. Wangila als Notarzt zum Asylbewerberheim gerufen worden. Ihre Mitbewohnerin, Cecile Mulolo, ist seitdem verschwunden und so wird sie von Ballauf und Schenk als mögliche Zeugin gesucht. Sie wissen, dass auch sie große Misshandlungen erlebt hatte und noch immer traumatisiert ist, was die Suche erschwert. Dabei stellen sie fest, dass auch Théo Wangila die Frau finden will. Kommissar Ballauf kann bei einem Besuch bei Frau Dr. Schmuck die Gesuchte in ihrem Haus entdecken und erfährt so, dass Cecile Mulolo und ihre Freundin Wangila als einen ihrer Peiniger aus dem Kongo erkannt haben. In Panik sind sie vor ihm geflohen, wobei es zu einem tödlichen Sturz kam.
Tobias Reisser kann als Bürogehilfe der beiden Hauptkommissare durch seine Recherchen die Beteiligung Wangilas und dessen Bruders Théo an Kriegsverbrechen im Kongo bestätigen. Sie gehören zum Kopf einer Gruppe, die sich nach Deutschland abgesetzt hat, um von hier aus ihre verbrecherischen Tätigkeiten weiterzuführen. Eine Aussage von Cecile Mulolo würde ihre Weiterarbeit gefährden und so versucht Théo Wangila, die Frau in seine Gewalt zu bekommen. Das gelingt ihm zwar, doch die Kommissare können sie rechtzeitig befreien und ihn festnehmen. Den Mord an seinem Bruder gesteht am Ende Frau Dr. Schmuck. Als sie erfuhr, dass sie mit den Wangilas Kriegsverbrecher ins Land geholt hatte, war sie der Meinung, dass sie nur so Cecile Mulolo schützen konnte und sagte: „Irgend jemand musste ihn töten.“

## Hintergrund
Der Film wurde vom 8. April 2015 bis zum 11. Mai 2015 in Köln und Umgebung gedreht. Die Aufnahmen, die das Krankenhaus sowie dessen Park und Wasserflächen zeigen, wurden im sowie am Kreiskrankenhaus Dormagen in Hackenbroich aufgezeichnet. Dieses Krankenhaus diente bereits für die Folge Mord ist die beste Medizin der Münsteraner Ermittler Thiel und Boerne aus dem Jahr 2014 als Kulisse.
In der Szene, in der Théo Wangila zu später Stunde das Flüchtlingsheim aufsucht, in dem Cecile Mulolo untergebracht worden war, ist der Musiktitel Your Heart Is As Black As Night von Melody Gardot aus dem Jahr 2009 zu hören. Als sich Théo Wangila mit Bekannten in der Bar Kituba trifft, läuft der Titel Tony Wood von Tony Allen Feat. Kuku aus dem Jahr 2014.
Kurz bevor Cecile Mulolo von Ballauf in der Küche verschreckt wird, schaut sie im Fernsehen ein Video des Gedichts Die Mausefalle von Christian Morgenstern, dessen Protagonist schlussendlich die neue Heimat genießen kann, ohne sich zu scheuen.

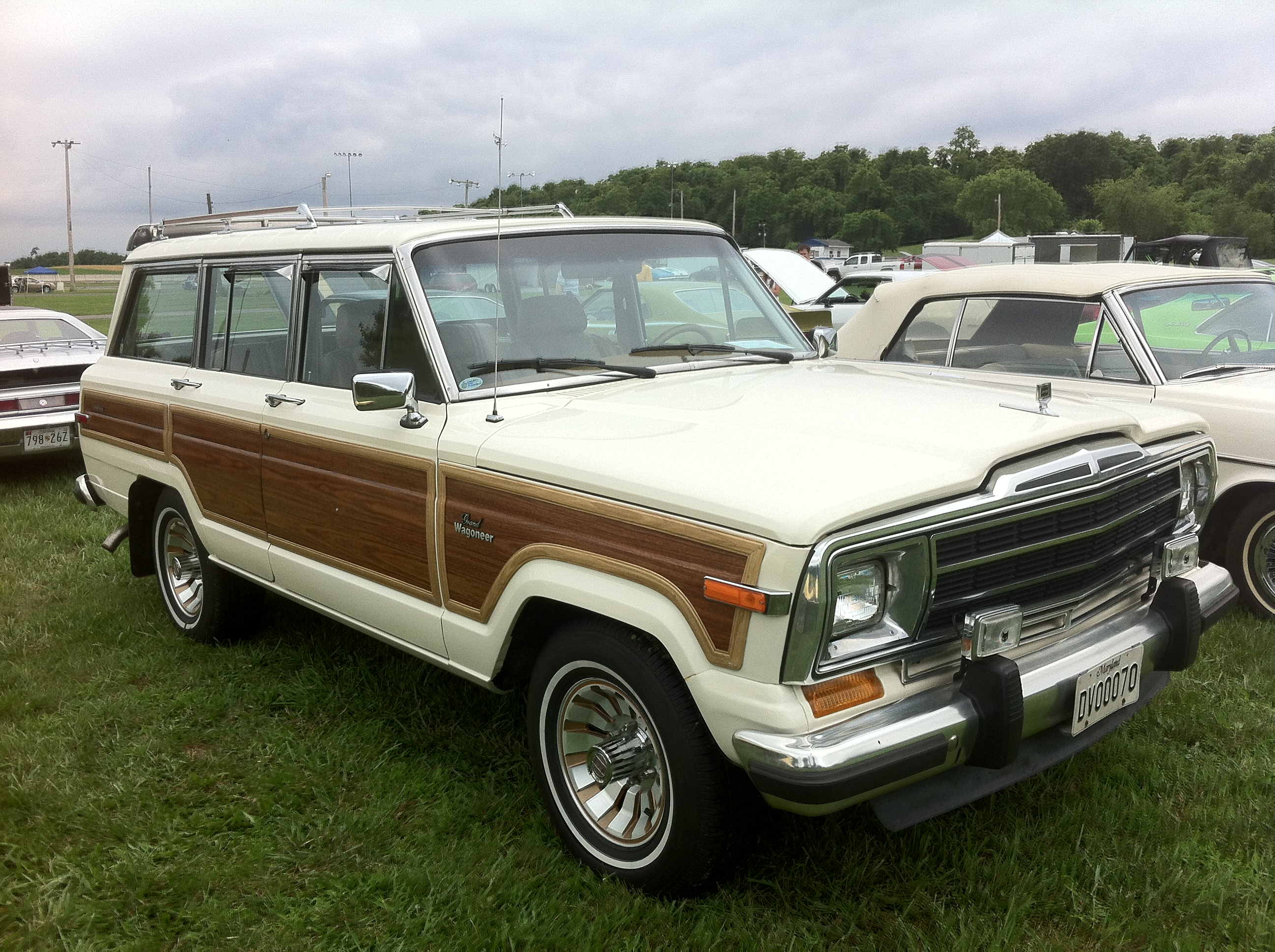
„Dienstwagen“ von KHK Schenk

Für ihre Dienstfahrten nutzen die beiden Hauptkommissare diesmal einen „1986 Jeep Grand Wagoneer“ mit einem Kennzeichen für historische Fahrzeuge.

## Rezeption

### Einschaltquoten
Die Erstausstrahlung von Narben am 1. Mai 2016 wurde in Deutschland von 9,20 Millionen Zuschauern gesehen und erreichte einen Marktanteil von 25,8 % für Das Erste. Dies sei „stark, aber nicht überragend“, ordnete die dpa die Zuschauerwerte ein.
In Österreich wurden 649.000 Zuschauer erreicht und damit eine durchschnittliche Reichweite von 9 % sowie ein Marktanteil von 33 % erzielt.
In der Schweiz verfolgten 495.000 Zuschauer im Alter von über drei Jahren die Erstausstrahlung der Folge und bescherten ihr dadurch einen Marktanteil von 25,1 %. In der Gruppe der 15- bis 59-jährigen Zuschauer wurden 253.000 Zuschauer gezählt sowie ein Marktanteil von 21,3 % gemessen.

### Kritiken
Detlef Hartlap, Chefredakteur der prisma, ist der Meinung, mit der Folge Narben kehre der Tatort zu „seinen Ursprüngen“ zurück und komme dabei „nicht einmal altbacken“ daher, sondern sei „ein grundsolider Krimi mit zwei Ermittlern, die in wenig aufregender Kleinarbeit Fakten auf Fakten häufen“. Die „ausgesprochen konservative Folge“ setzt auf „das beharrliche Wühlen“ der Ermittler und verzichtet dabei auf „wirklich spektakuläre Szenen“ wie „Verfolgungsjagden“, denn „für Action sind die Kommissare Ballauf und Schenk nach all den Dienstjahren ohnehin nicht mehr zu haben“. „Der Zuschauer lernt etwas über die aufopferungsvolle Arbeit mit Flüchtlingen“, insbesondere erfährt er „von ihren Ängsten und Panikattacken, und was ihnen, schlimmer als jede Narbe auf der Haut, tief in der Seele brennt“. Hartlap resümiert, „das Schulbuchhafte und Gutmenschliche, das diesem Thema innewohnt, umschifft der Film, wenn auch knapp, zugunsten einer starken Handlung“.
Der Tatort Narben wird „ein wenig unheimlich“ mit „schnellen Schnitten“ eröffnet, schreibt die Deutsche Presse-Agentur. Die Folge „packt ein aktuelles und zugleich brisantes Thema an“, denn „wie bei den Kölnern üblich spart das Drehbuch […] nicht mit Sozialkritik – doch die Story nimmt auch eine überraschend mutige Wendung“. Einerseits „geht es um den Umgang mit Flüchtlingen in Deutschland“, andererseits „bekommen Ballauf und Schenk […] Einblick in Einzelschicksale von Flüchtlingen“. Thelma Buabeng in der Rolle der Cecile Mulolo „gelingt es eindrucksvoll, die Angst dieser Frau sichtbar zu machen“. Jedoch lässt die Folge gleichzeitig erkennen, „dass nicht alle Flüchtlinge nur Opfer sind“.
Der Tatort „führte auf schockierende Weise vor Augen, welch grausame Wunden Menschen in Bürgerkriegsländern durch Folter zugefügt werden“, schrieb Iris Janda von den Westfälischen Nachrichten. Die titelgebenden Anfangsszenen sind unterlegt „von bedrohlicher Musik, die sich bis zum abrupten Ende steigerte“. „Dieser eindrucksvolle Einstieg ebnete den Weg für einen Fall mit zahlreichen Verdächtigen“, lobte Janda, „die Auflösung blieb bis zum Schluss offen“. „Allerdings wirkten die Ermittlungen durch die vielen Spuren zwischenzeitlich unübersichtlich“, räumte Janda ein, „Dank einer überraschenden Wendung nahm der Fall aber Spannung auf und steigerte sich in eine bedrohliche Schlussszene, die zeigte, dass Folter auch in Deutschland stattfinden kann“.

„Bei dem Minen-Krimi führte Torsten C. Fischer Regie, der jetzt auch 'Narben' als Thriller mit geopolitischem Dreh inszeniert. Das Buch zur aktuellen Folge stammt von Rainer Butt […]. Nun finden die beiden Filmemacher für die 'Tatort'-Veteranen Schenk und Ballauf – das 20-jährige Dienstjubiläum naht! – einen starken Stil: journalistisch erhellend, in der Lichtgestaltung aber konsequent düster.“

„In diesem Stück von Torsten C. Fischer (Buch: Rainer Butt) wird geredet und geredet und sehr viel geredet, alles unterlegt mit Schenks schwerem Bürohumor. […] Trotz aller Fragerei dauert es ewig, bis man endlich erfährt, wer der nette Arzt tatsächlich war. Ein sehr durchschnittlicher Tatort. Und das Thema Refugees ist eher Mittel zum Zweck: Relevanz soll mal wieder die Schwächen einer Story übertünchen.“